# زمین تلخ
زمین تلخ فیلمی به کارگردانی خسرو پرویزی و نویسندگی پرویز نوری محصول سال ۱۳۴۱ است. این فیلم نگاهی متفاوت به اصلاحات ارضی آن زمان دارد و در این فیلم فردین برخلاف آثار قبلی خود در نقشی منفی ظاهر شده است.

## داستان
بین جمال و دو برادرش سهراب و پاشا با مرتضی و پسرانش تیمور و محسن کینه‌ای دیرینه بر سر زمین مزروعی و آب روستا وجود دارد...

## بازیگران
- محمدعلی فردین
- رضا بیک ایمانوردی
- سیمین
- گرشا رئوفی
- پرخیده
- علی زندی
- نرسی کرکیا
- اکبر هاشمی
- منوچهر اولیایی
- حسین عرفانی
- خدامی
- اصغر بیچاره